# 쑤광선
쑤 광선 또는 쉬광셴(徐光宪, 徐光憲) (1920년 11월 7일 ~ 2015년 4월 28일) 중국, 절강성사오싱시출생 선생은 중국 과학원 물리화학자, 무기화학자, 교육자, 학자, 북경 대학 희토류 화학 및 분자 공학 교수이다. 미국 콜롬비아대학교 양자화학 박사 출신이다. 국가 핵심 연구실 화학 물질위원회의 명예 이사이며 중국정부로부터 최고과학기술자상을 2009년에 수여받았다.

## 독자기술
한때 중국 정부의 원자탄 연료개발 프로젝트에 참여하였다. 이후 프랑스나 미국의 기술지원없이 독자적으로 4년간의 연구끝에 자신이 참여했던 원자탄 연료 기술 이론을 응용한 네오디듐 추출 기술을 완성한것을 1984년 7월 15일에 공식발표한 것으로 알려져있다. 한편 쉬광셴선생은 2007년 산업계의 무분별하게 흘러가는 희토류생산에 대한 중국정부의 생산 물량 조절 정책에 긍정적으로 공헌한 것으로 알려져있으며 우리나라의 정부미 수매와 같은 맥락의 희토류 국가비축제도를 건의한 것으로 알려져있는 지식인이다.

## 같이 보기
- 대체에너지